# Tempó
A tempó egy zenemű előadásmódjának egyik fontos tulajdonsága, a hangok ritmikus értékének abszolút időtartamaként is meghatározható. A gyorsabb vagy lassúbb tempó a ritmikus értékek egységnyi időre eső mennyiségétől függ. Az átlagos emberi szívverés gyorsasága megegyezik a percenkénti 72–80 leütésszám (BPM) tempóval, amit középtempónak nevezünk.

## Története

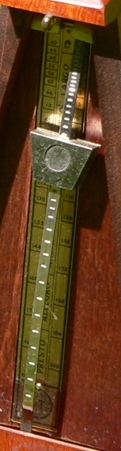
Mechanikus metronóm

A 17. század előtt sem dinamikai, sem tempójeleket nem használtak, de nem is volt rá akkora szükség, mert egységes felfogás létezett a helyes tempóról és dinamikáról. Lényeges előrelépést e téren a hangszeres zene továbbfejlődése, a nagyobb létszámú zenekarok és a zenekari iskolák megalakulása hozott. A 17. századig csak kottaképekkel jelezték a tempót. Lassúbb daraboknál hosszabb, a gyorsabb daraboknál rövidebb egységnyi kottaértékeket használtak. Zeneművekben a tempót még a 17. század kezdetén is az előadók egyéni gyakorlatára bízták. A zenei kifejezőeszközök fejlődésével a különböző, azonos lüktetésű, de eltérő sebességű részletekből összeállított kompozícióknál, mint például a többféle táncból összeállított szviteknél, már nem volt elegendő csak az ütemjelzésre hagyatkozni, amikor a zeneszerző a játék lendületét, iramát, azaz tempóját akarta meghatározni.
A zeneszerzők egyre fontosabbnak érezték a zenei kifejezőeszközök pontosítását, és a 17. századtól már sűrűbben találunk tempóra vonatkozó utasításokat (Allegro, Adagio, Andante, Presto, Largo). A negyedkotta lett az általánosan használt középérték.
A mindig azonosan értelmezendő tempómegjelölés csak a metronóm feltalálása után vált lehetségessé, amikor a ritmikus értékek egységnyi időre eső számát is pontosan meg tudták határozni. Sok kísérletezés után 1816-ban Johann Nepomuk Mälzelnek sikerült megalkotnia a leghasználhatóbb metronómot. Ez után kezdte el Beethoven a tempó pontos, számjegyekkel történő megadását.
Egy-egy zenei darabon belül előadásbeli (agogikai) vagy formai okokból rövidebb vagy hosszabb tempóváltozás is beállhat. A futólagos módosulás (rit., acc.) után visszatérő régi tempót „a tempo”-val jelölik. A szabad tempójú darabokat „tempo rubato”-val jelzik. Ennek ellentéte a „tempo giusto”, amely nagyjából egyenletes tempót jelent.
A tempót jelző szó gyakran zenei tétel címe is, például Bartók Béla zongorára írt műve, az Allegro Barbaro. A helyes tempó sokszor a zenemű jellegéből megállapítható, a legtöbb esetben azonban a zenei érzék, ízlés és stílusismeret dönt.

## Az általánosan használt tempók

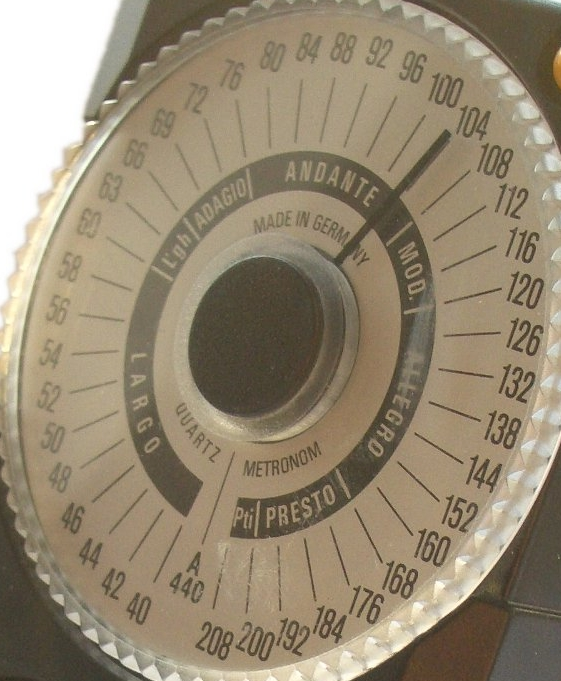
Elektromos metronóm

- Prestissimo 200–208 (nagyon gyorsan)
- Vivacissimo
- Allegrissimo
- Presto 168–200 (sebesen)
- Vivo (élénken)
- Vivace 140 (élénken, gyorsan)
- Allegro 120–168 (gyorsan)
- Allegretto (gyorsacskán)
- Moderato 108–120 (mérsékelten)
- Andantino (lépkedve)
- Andante 76–108 (lépésben)
- Adagietto
- Adagio 66–76 (lassan)
- Larghetto 60–66 (lassacskán)
- Lento (lassan)
- Largo 40–60 (lassan, szélesen)
- Lentissimo
- Adagissimo
- Larghissimo

## Tempó- és agogikai jelek megnevezései magyarul
A zenei műszavak általában nehezen magyarosodnak, főképp az erős, egységes nemzetközi használat miatt, ugyanakkor az olasz nyelvű tempómegjelölések világszerte érvényesek mind a mai napig:
- a bene placito – tetszés szerint
- accelerando (accel.) – gyorsítva
- adagio – lassan
- ad libitum (ad lib.) – tetszés szerint
- affettuoso – érzelmesen
- affrettando – nekiiramodva, sietve
- agitato – izgatottan
- al fine – végig
- alla breve – „a brevis szerint“ félkotta ütemegységű
- allargando – lassúbbodva
- alla turca – törökösen
- allegretto – gyorsacskán
- allegro – gyorsan („vidáman“)
- amoroso – szerelmesen, érzelmesen
- anche – is, szintén
- ancora – még
- andante – lépve, lépésben
- andantino – lépkedve
- animato – lelkesen, megélénkülve
- aperto – nyitva
- a piacere – tetszés szerint
- appassionato – szenvedélyesen
- appena – alig
- arioso – áriaszerű
- artikuláció – tagolás
- assai, assez – nagyon
- a tempo – visszatérés egy régebbi tempóba („tempó szerint”)
- attacca – indíts! (megállás nélkül tovább)
- battuta – ütés, ütem
- ben, bene – jól
- bene placito – tetszés szerint
- bouché – fojtva
- brillante – csillogva, fényesen
- brio – erő, lendület
- calando – lassulva és halkulva
- calcando – fokozatosan gyorsulva
- calmato, calmo – nyugodtan
- cantabile, cantando – dallamosan, énekelve
- canto – ének, dallam
- capriccioso – szeszélyesen
- cedendo – lassulva
- cédez – lassítani
- cezura – vágás
- chiuso – zárva
- come prima – mint először
- come sopra – mint fent
- commodo, comodo – kényelmesen
- concitato – izgatottan
- con sentimento – érzéssel
- coperto – fedve
- deciso – határozottan
- dolce – lágyan
- dolcissimo – nagyon lágyan
- dolente, doloroso – fájdalmasan
- domináns – uralkodó
- Doppel, doppio, double – kétszeres
- Doppelschlag – kettős ütés
- doppio movimento – kétszeres tempó
- douce, doucement – lágyan
- due – kettő
- eguale – egyenletesen
- energico – erélyesen
- espressivo (espr.) – kifejezően
- étouffé – tompítva, fojtva
- falsetto, falzett – fejhangon („hamisan, hamisítva”)
- fermáta – megállás
- feroce – vadul, hevesen
- fieramente – büszkén
- flebile – panaszosan
- forza – erő
- fuoco – tűz
- furioso – dühödten
- giocoso – tréfásan
- giusto – rendes, pontos
- gradatamente – fokozatosan
- grandioso – hatalmasan
- grave – súlyosan
- grazioso – kecsesen
- gridando – kiáltva
- impetuoso – viharosan
- incalzando – sietősen
- in rilievo – kidomborítva
- lamento – panaszdal
- languendo – vágyakozóan
- largamente – szélesen
- larghetto – lassacskán
- largo – lassan, szélesen
- leggero, leggiero – könnyedén
- lento – lassan
- lieto – vidáman
- l`istesso, lo stesso – ugyanaz
- lontano – távolról
- lugubre – komoran, gyászosan
- lunga – hosszú
- lusingando – hízelgően
- maestoso – fenségesen, ünnepélyesen
- malinconico – mélabúsan
- marziale – harciasan
- meno – kevésbé
- mesto – búsan
- mezza, mezzo – közepes
- misterioso – titokzatosan
- moderato – mérsékelten
- molto – nagyon
- morbido – szelíden, lágyan
- morendo – elhalóan
- mosso – mozgalmasan
- moto – mozgás
- muta – cserélve
- obligato – kötelező
- ordinario (ord.), in modo ordinario – rendes módon
- ossia – vagy, vagy pedig
- parlando – elbeszélve, beszélve
- patetico – pátosszal
- perdendosi – eltűnve, elhalóan
- pesante – súlyosan
- piacevole – kedvesen, tetszetősen
- piangendo – panaszosan
- piú – még inkább
- piúttosto – inkább
- Plein jeu, pleno – teljes
- poco – kissé
- poco a poco – fokról fokra
- poi – azután
- possibile – lehető
- poussé – tolva
- precipitando – nekieredve
- prestissimo – nagyon gyorsan
- presto – sebesen
- prima vista – első látás
- Primo – első
- quasi – mintegy
- quieto – nyugodtan
- rallentando (rall.) – lassúbbodva
- rapido, rapidamente – sebesen
- ravvivando – újjáéledve
- risoluto – határozottan
- risvegliato – frissen, feléléndülve
- ritardando (ritard.) – lassulva
- ritenuto (rit.) – lassítva
- rubato – kötetlen ritmus vagy tempó („rabolva” – az egyik hang a másik rovására nő)
- scherzando – játékosan
- scorrevole – folyamatosan, folyékonyan
- segue – következik (megállás nélkül tovább)
- selantando – lassítva
- semplice – egyszerűen
- sempre – mindig
- serrando, serré – gyorsítva
- simile (sim.) – hasonlóképpen
- sin, sino – -ig
- spiritoso – lelkesen, élénken
- strascinando – vontatottan
- strepitoso – zajosan, lármásan
- stringendo (string.) – gyorsulva
- subito – hirtelen
- sussurrando – suttogva
- tanto – nagyon
- Tempo I., tempo primo – az első tempó
- teneramente – gyengéden
- tiré – húzva
- tornando – visszatérve
- tosto – sebesen
- tranquillo – nyugodtan
- trés – nagyon
- triste, con tristezza – szomorúan
- tumultuoso – viharosan, izgatottan
- un poco – kissé
- ut supra – mint előbb („mint fentebb” – mivel a kotta feljebbi sora időben korábbi)
- veloce – sebesen
- vigoroso – erélyesen
- violento – hevesen
- vite – gyorsan
- vivace – élénken, gyorsan
- vivo – élénken
- volante – repülve, gyorsan

## Külső hivatkozások
- A hangjegyírás a kezdetektől a tipográfiáig
- A zenei szaknyelv néhány kérdése